# Batisita
La batisita és un mineral de la classe dels silicats, que pertany i dona nom al grup de la batisita. Rep el nom en al·lusió a la seva composició química, que conté bari, titani i silici.

## Característiques
La batisita és un silicat de fórmula química BaNaNaTi₂(Si₄O₁₂)O₂. Cristal·litza en el sistema ortoròmbic. La seva duresa a l'escala de Mohs es troba entre 5,5 i 6. És fàcilment confusible amb la shcherbakovita i la noonkanbahita.
Segons la classificació de Nickel-Strunz, la batisita pertany a «09.DH - Inosilicats amb 4 cadenes senzilles periòdiques, Si₄O₁₂» juntament amb els següents minerals: leucofanita, ohmilita, haradaïta, suzukiïta, shcherbakovita, taikanita, krauskopfita, balangeroïta, gageïta, enigmatita, dorrita, høgtuvaïta, krinovita, makarochkinita, rhönita, serendibita, welshita, wilkinsonita, safirina, khmaralita, surinamita, deerita, howieïta, taneyamalita, johninnesita i agrel·lita.

## Formació i jaciments
Va ser descoberta al dipòsit de crom i diòpsid d'Inagli, situat al massís d'Inagli, a Aldan, dins el territori de Sakhà, Rússia. També a Rússia ha estat descrita a la propera Tausonitovaya Gorka, així com als massissos de Jibiny i Kovdor. També se n'ha trobat a Alemanya, Austràlia, el Canadà i Brasil.